# علی ظهوران
علی ظهوران، روستایی در دهستان زهمکان بخش هور شهرستان فاریاب در استان کرمان ایران است.

## جمعیت
بر پایه سرشماری عمومی نفوس و مسکن در سال ۱۳۹۵، جمعیت این روستا برابر با ۱۷۴ نفر (۶۱ خانوار) بوده‌است.